# Măceșu de Sus (gmina)
Măceșu de Sus – gmina w Rumunii, w okręgu Dolj. Obejmuje tylko jedną miejscowość Măceșu de Sus. W 2011 roku liczyła 1348 mieszkańców.